# Хессіка Кампосано
Хессіка Кампосано (ісп. Jessica Camposano, 26 листопада 1992) — колумбійська плавчиня. Учасниця Чемпіонату світу з водних видів спорту 2017, де в попередніх запливах на дистанції 200 метрів вільним стилем посіла 33-тє місце і не потрапила до півфіналу.